# ایست رانچو دومینگز (کالیفرنیا)
ایست رانچو دومینگز (به انگلیسی: East Rancho Dominguez) یک منطقهٔ مسکونی در ایالات متحده آمریکا است که در شهرستان لس‌آنجلس، کالیفرنیا واقع شده‌است. ایست رانچو دومینگز ۲٫۱۲۹ کیلومتر مربع مساحت و ۱۵٬۱۳۵ نفر جمعیت دارد و ۲۲ متر بالاتر از سطح دریا واقع شده‌است.